# بريمر فولكان
بريمر فولكان إيه جي شركة ألمانية بارزة لبناء السفن تقع على نهر فيسر في بريمن-فيجيساك. تأسست في عام 1893 وأغلقت في عام 1997 بسبب المشاكل المالية وسوء الإدارة.
قام بريمر فولكان ببناء حوالي 1100 سفينة - بما في ذلك سفن سفن يوهان لانج - من الأنواع المختلفة. من اللافت للنظر أن شركة بريمر فولكان بنت السفن المدنية باستثناء الحربين العالميتين التي بدأت فيها بإنتاج السفن الحربية.

## التاريخ
تم تأسيس الشركة في عام 1893 في فيجيساك - إحدى ضواحي مدينة بريمن - من قبل مجموعة من المستثمرين وتجار بريمن. بعد ذلك بعامين، اشترت «بريمر فولكان» بريمر شيفباوجيلسشافت - حوض سفن أولريتش إتش إف السابق الذي أطلق أول سفينة في عام 1839 - بما في ذلك جميع مرافق بناء السفن الحديثة. أصبح أول مدير لبريمر فولكان هو المهندس فيكتور نواتزكي (1855-1940).
في السنوات التالية نمت بريمر فولكان بسرعة. بحلول عام 1908 كانت تغطي مساحة حوالي 80 أكر (32 ها) وكانت واجهتها المائية 1,500 متر (4,900 قدم). كانت تملك ست منزلقات مجهزة برافعات كهربائية حديثة قادرة على بناء أكبر السفن في ذلك الوقت. مع معدل تسليم سنوي يبلغ حوالي 40000 BRT ، أصبحت أكبر شركة مدنية لبناء السفن في الإمبراطورية الألمانية، تليها Flensburger Schiffbaubetriebe في فلنسبورغ، وJoh. C. Tecklenborg في بريمرهافن وفولكان ستيتين في Stettin. زاد عدد الموظفين من حوالي 60 شخصا في البداية إلى حوالي 3,300 عام 1912.
خلال الحرب العالمية الأولى بنت بريمر فولكان سفن حربية. تم إنشاء 11 كاسحة ألغام (أم39 -و أم42 و أم54 - وأم56، و أم71 - وأم74) بالتعاون مع فريدريش كروب في كيل، تم بناء بعض أجسام الغواصات و 6 غواصات كاملة (يو-160 - يو-163) للبحرية الإمبراطورية الألمانية.
بعد الحرب واصلت بريمر فولكان نجاحاتها. تم بناء أنواع مختلفة من السفن أولاً بشكل أساسي لمالكي السفن الألمان وبكميات متزايدة لمالكي السفن الأجانب لاحقًا. كان التقدم المهم هو تغيير دفع السفينة من المحركات البخارية إلى محركات الديزل. بدأت الشركة في إنتاج محركات شحن الديزل بالتعاون مع شركة مان.
خلال الحرب العالمية الثانية، تم بناء 74 غواصات يو مختلفًا من الفئة السابعة لبحرية الإمبراطورية الألمانية. أستهدفت منشأة فولكان عدة مرات أثناء قصف بريمن في الحرب العالمية الثانية. وقع أكبر هجوم بالقنابل في مارس 1943 من قبل سلاح الجو الأمريكي. بسبب ما يسمى «القصف الدقيق»، تم تدمير أو إتلاف العديد من المباني وغواصات يو قيد الإنشاء وكذلك المباني الخاصة المحيطة. قتل 116 شخصا وجرح 118 آخرون. على الرغم من الدمار الكبير، أستمر إنتاج غواصات يو بضعة أسابيع.
بعد إعادة توحيد ألمانيا في عام 1990، تم توسيع مجموعة فولكان من قبل شعبة مكلنبورغ فوربومرن، وشمل ذلك أحواض بناء السفن الألمانية الشرقية ماتياس ثيسن ويرفت في ويسمار وفولكسويرفت سترالسوند في سترالسوند.
في ذلك الوقت ضمت الشركة حوالي 22000 عامل في ألمانيا، من بينهم حوالي 18000 يعملون في أقسام بناء السفن.
بعد الإفلاس عام 1996 بسبب المشاكل المالية وسوء الإدارة، أغلقت بريمر فولكان حوض بناء السفن في فيجيساك في عام 1997. بعض من أحواض بناء السفن التابعة لها مثل حوض بناء السفن لويد في بريمرهافن وأحواض بناء السفن في ألمانيا الشرقية نجو من هذا الإفلاس. تم الاستحواذ على قسم بناء السفن البحري من قبل مجموعة لورسن لبناء السفن.

## قائمة السفن التي بنيت
- 1816، Die Weser هي أول باخرة ألمانية، بناها حوض بناء السفن يوهان لانج
- 1872، أول سفينة ذات هيكل فولاذي بنيت في حوض بناء السفن أولريتش
- 1893، سفينة الصيد BV2 Vegesack؛ لا تزال موجودة حتى الآن في <i id="mwfQ">فيجيسكير هافين</i> (متحف فيجيساك هاربور)
- 1915، سفينة الركاب زيبلين، يو أس أس زبلين وقت لاحق
- 1925، سفينة الركاب برلين ؛ السفينة الروسية في وقت لاحق - أس أس الاميرال ناخيموف، غرقت في 1986
- 1928، أكبر ناقلة في العالم، أم في سي.أوه ستيلمان
- 1939، سفينة الشحن التوربينية هامبورغ أمريكا لاين اراوكا؛ تم تحويلها في 1941–1942 إلى سفينة USS Saturn
- 1939، DDG Hansa سفينة شحن Goldenfels ؛ في الحرب العالمية الثانية تحولت إلى الطراد المساعدة اتلانتس. غرقت من قبل زورق البحرية الملكية أتش أم أس Devonshire في عام 1941
- 1959، إعادة بناء سفينة الركاب الفرنسية السابقة أس أس باستور إلى سي أس بريمن الجديد
- 1964، أول سفينة شحن مبردة الآلية بالكامل التابعة لأسطول التجار الألماني Nienburg
- 1981، Cruise liner MS Europa لشركة الشحن هاباج لويد
- 1982، Bremen-class frigate الأولى Bremen-class frigate F 207 / <i id="mwoQ">بريمن</i> للبحرية الألمانية؛ تليها عام 1987 من قبل F 213 / <i id="mwow">اوغسبورغ</i>
- 1983، سفينة الشحن فاروس ؛ أعظم سفينة على مستوى العالم مجهزة بنظام الدفع "Grim Vane Wheel" (باللغة الألمانية: Grimsches Leitrad)
- 1996، طراد الركاب الفاخر كوستا فيكتوريا بالتعاون مع لويد ورفت في بريمرهافن
- 1996، هال من طيار ركاب فخم، اسم كوستا أولمبيا ، بعد إفلاس BV ، تم الانتهاء من السفينة عام 1999 باسم Norwegian Sky من Lloyd Werft في Bremerhaven
- عام 1997، كانت السفن الحاوية لـ 2700 حاوية مكافئة ( Hansa Century) و (Hansa Constitution) (التي اجتاحت هونغ كونغ في عام 2014) هي آخر السفن التي بناها بريمر فولكان

## روابط خارجية
- Documents and clippings about Bremer Vulkan